# Маран (кантон)
Маран (фр. Marans) — кантон во Франции, находится в регионе Пуату — Шаранта. Департамент кантона — Шаранта Приморская. Входит в состав округа Ла-Рошель. Население кантона на 2006 год составляло 11 568 человек.
Код INSEE кантона 1713. Всего в кантон Маран входят 6 коммун, из них главной коммуной является Маран.

## Коммуны кантона
- Андийи — население 1863 чел.
- Шаррон (Шаранта Приморская) — население 2140 чел.
- Лонжев — население 683 чел.
- Маран (Шаранта Приморская) — население 4654 чел.
- Сант-Уан-д’Они — население 1136 чел.
- Вильду — население 1092 чел.